# WASP-38
WASP-38, HD 145934 — одиночная звезда в созвездии Геркулеса на расстоянии приблизительно 446 световых лет (около 137 парсек) от Солнца. Видимая звёздная величина звезды — +9,39m. Возраст звезды определён как более 5 млрд лет.
Вокруг звезды обращается, как минимум, одна планета.

## Характеристики
WASP-38 — жёлто-белая звезда спектрального класса F8V, или F8. Масса — около 1,216 солнечной, радиус — около 1,47 солнечного, светимость — около 2,838 солнечной. Эффективная температура — около 6046 K.
WASP-38 — звезда 9,4 звёздной величины; впервые в астрономической литературе упоминается в каталоге Генри Дрейпера. Также распространено другое наименование — BD+10°2980, — данное в каталоге Bonner Durchmusterung (BD), составленном под руководством немецкого астронома Ф. Аргеландера в 50-60х годах XIX в. В настоящий момент более распространено наименование WASP-38, данное командой исследователей из проекта SuperWASP.

## Планетная система
В 2010 году группой астрономов, работающих в рамках программы SuperWASP, было объявлено об открытии планеты WASP-38 b. Она представляет собой горячий юпитер, обращающийся на расстоянии 0,076 а.е. от родительской звезды. По массе WASP-38 b превосходит Юпитер в 2,7 раз, при этом её радиус почти равен юпитерианскому. Открытие планеты было совершено транзитным методом.